# Gareth Huw Evans
Gareth Huw Evans (nascut el 1979 o 1980) és un director de cinema, guionista, editor i coreògraf d'acció gal·lès. És conegut sobretot per les pel·lícules indonèsies d’acció criminal Merantau (2009), The Raid  (2011) i The Raid 2 (2014), i per portar les arts marcials indonèsies de pencak silat al cinema mundial a través d'aquestes pel·lícules. També és conegut per la co-creació, coescriptura, codirecció i productor executiu de Sky Atlantic/AMC de la sèrie de televisió Gangs of London (2020-present), al costat de Matt Flannery, basada en videojoc del mateix nom de 2006.

## Primers anys
Evans va néixer i es va criar a Hirwaun, Cwm Cynon. Es va graduar a la Universitat de Glamorgan (ara la Universitat de Gal·les del Sud ) amb un MA en guió.

## Carrera
Després de dirigir una pel·lícula de petit pressupost anomenada Footsteps, Evans va ser contractat com a director autònom per a un documental sobre l'art marcial indonèsia pencak silat. Se'n va fascinar, i va descobrir l'artista marcial indonesi Iko Uwais, que treballava com a repartidor per a una companyia telefònica. Evans va seleccionar Uwais a la seva pel·lícula de 2009 Merantau. Tenia previst produir una pel·lícula d'acció més gran, però va reduir el pressupost de producció i va crear una pel·lícula d'acció anomenada The Raid (2011). Després de l'èxit de The Raid, la pel·lícula d'acció més gran es va convertir finalment en la base de la seva seqüela, The Raid 2: Berandal (2014).
A finals de 2016, Evans va començar a treballar en la seva següent pel·lícula, Apostle, protagonitzada per Dan Stevens. La pel·lícula va ser estrenada per Netflix el 12 d'octubre de 2018.
L'octubre de 2017, TheWrap va informar que Evans havia presentat la seva idea per a una pel·lícula en solitari Deathstroke i que està en converses inicials per escriure i dirigir. Evans també va deixar de dirigir una pel·lícula Justice League Dark. Tanmateix, l'abril de 2020, Evans va dir que la pel·lícula s'havia endarrerit i que ja no estava implicat activament en el projecte.

## Vida personal
Evans va viure a Jakarta amb la seva dona, Maya, i la seva filla, fins que la família es va traslladar a Gal·les el 2015.

## Filmografia
Curtmetratges
| Any  | Títol              | Director | Guionista | Productor | Editor | Notes                                               |
| ---- | ------------------ | -------- | --------- | --------- | ------ | --------------------------------------------------- |
| 2003 | Samurai Monogatari | Sí       | Sí        | Sí        | Sí     |                                                     |
| 2013 | Safe Haven         | Sí       | Sí        | No        | Sí     | Segment de V/H/S/2 (Co-dirigida amb Timo Tjahjanto) |
| 2016 | Pre Vis Action     | Sí       | Sí        | Sí        | Sí     | També director de fotografia                        |

Llargmetratges
| Any  | Títol      | Director | Guionista | Productor | Editor | Notes                          |
| ---- | ---------- | -------- | --------- | --------- | ------ | ------------------------------ |
| 2006 | Footsteps  | Sí       | Sí        | Sí        | Sí     | PAPER: Porn Den Videographer   |
| 2009 | Merantau   | Sí       | Sí        | No        | Sí     |                                |
| 2011 | The Raid   | Sí       | Sí        | Executiu  | Sí     | També coreògraf d’acció        |
| 2014 | The Raid 2 | Sí       | Sí        | No        | Sí     | També coreògraf d’acció        |
| 2018 | Apostle    | Sí       | Sí        | Sí        | Sí     | També equip de disseny d'acció |
| TBA  | Havoc      | Sí       | Sí        | Sí        | No     | Post-producció                 |

Televisió
| Any  | Títol           | Director | Guionista | Creador | Notes                                             |
| ---- | --------------- | -------- | --------- | ------- | ------------------------------------------------- |
| 2020 | Gangs of London | Sí       | Sí        | Sí      | Episodis 1, 5, i la majoria de seqüències d’acció |

## Premis
El novembre de 2011, The Raid va guanyar el premi Midnight Madness al Festival Internacional de Cinema de Toronto el 2011.